# Reinhard Dittmann
Reinhard Dittmann (* 27. Januar 1953 in Berlin) ist ein deutscher Vorderasiatischer Archäologe.

## Leben
Reinhard Dittmann studierte Vorderasiatische Archäologie, Altorientalistik und Indische Kunstgeschichte an der Freien Universität Berlin. Die Promotion erfolgte 1983 bei Hans J. Nissen. Es folgten Lehraufträge in Berlin und Hamburg sowie 1986 und 1988 bis 1989 Ausgrabungen in Aššur und Kar-Tukulti-Ninurta. 1986 wurde er wissenschaftlicher Mitarbeiter an der Freien Universität Berlin, 1991 erfolgte die Habilitation. Nach Vertretung der Professur von Hans J. Nissen im Wintersemester 1991/92 wurde er 1993 auf die C3-Professur für Altorientalische Archäologie an der Universität Münster berufen. Zusätzlich lehrte er in Göttingen (1991–2001), Leiden und Universität Leuven. 2018 trat er in den Ruhestand.
1979, 1980, 1983 und 1985 nahm er an den Grabungen in Lidar Höyük teil. Er leitete 1986 Ausgrabungen in Kār-Tukulti-Ninurta, 1988 und 1989 Ausgrabungen in Assur und Kar-Tukulti-Ninurta, 1999 bis 2001 Ausgrabungen in Şavi Höyük. 2007 bis 2009 leitete er einen Survey in der Unterstadt von Ḫattuša, 2010 bis 2011 führte er Sondagen im Umfeld von Tempel I in Hattuša durch.
Er ist Mitglied der Deutschen Orient-Gesellschaft und korrespondierendes Mitglied des Deutschen Archäologischen Instituts.
Seit 2003 war er mit der Dichterin und vorderasiatischen Archäologin Huh Su-kyung (1964–2018) verheiratet.

## Schriften (Auswahl)
- Eine Randebene des Zagros in der Frühzeit. Ergebnisse des Behbehan-Zuhreh Surveys (= Berliner Beiträge zum Vorderen Orient. 3, ZDB-ID 844201-0). Reimer, Berlin 1984.
- Betrachtungen zur Frühzeit des Südwest-Iran. Regionale Entwicklungen vom 6. bis zum frühen 3. vorchristlichen Jahrtausend (= Berliner Beiträge zum Vorderen Orient. 4, 1–2). 2 Bände. Reimer, Berlin 1986, ISBN 3-496-00883-0 (Dissertation).
- als Herausgeber mit Gebhard J. Selz, Ellen Rehm: It’s a Long Way to a Historiography of the Early Dynastic Period(s) (= Altertumskunde des Vorderen Orients. 15). Ugarit-Verlag, Münster 2015, ISBN 978-3-86835-139-2.